# Mon oncle n'épousera pas ma sœur
Pour plus de détails, voir Fiche technique et Distribution.
Mon oncle n'épousera pas ma sœur est un film muet français réalisé par Georges Monca, sorti en 1915.

## Fiche technique
- Titre : Mon oncle n'épousera pas ma sœur
- Réalisation : Georges Monca
- Scénario :
- Photographie :
- Montage :
- Société de production : Pathé Frères
- Société de distribution : Pathé Frères
- Pays d'origine :  France
- Langue : film muet avec les intertitres en français
- Métrage : 625 mètres
- Format : Noir et blanc — 35 mm — 1,33:1 — Muet
- Genre :  Comédie
- Durée : 21 minutes
- Dates de sortie : 
  -  France : 26 octobre 1915

## Distribution
- Charles Prince : Rigadin / la sœur de Rigadin
- André Simon : l'oncle Simon